# René Sti
René Sti est un réalisateur, scénariste et parolier roumain naturalisé français[réf. nécessaire], né le 23 avril 1897 à Iași (Royaume de Roumanie) et mort le 29 octobre 1951 à Nogent-sur-Marne (Val-de-Marne).

## Biographie

### Jeunesse
De son vrai nom  Adolf Ornstein (« René Sti » est le quasi-anagramme d'« Ornstein »), il naît le 23 avril 1897 à Iași en Roumanie de Maurice Ornstein (1866-1944) et Lisa Rosenthal, tous deux de confession juive. Les détails de sa vie et de sa carrière sont peu connus. On sait seulement que son père s'installe comme fourreur à Paris au début des années 1900[réf. nécessaire]. 
Mobilisé en septembre 1917, il est rapidement réformé pour faiblesse générale entraînant une incapacité au service actif. 

### Carrière
René Sti s'essaie d'abord à la mise en scène en montant en 1922 la pièce d'Yvan Goll Mathusalem ou l'Éternel bourgeois au théâtre Michel. Il apparaît sur les plateaux de cinéma en 1926, d'abord comme assistant de Jean Painlevé dans l'adaptation à l'écran de Mathusalem ou l'Éternel bourgeois et Les Oursins, puis en faisant tourner Michel Simon et Antonin Artaud dans un film qui ne sortira pas en salle, L'Inconnue des Six Jours, tourné pendant l'épreuve cycliste des Six Jours de Paris au Vel d'Hiv en avril 1926.
Jean Painlevé, lui-même acteur dans le film, le décrit ainsi : « En 1922, je m'étais laissé bluffer par un nommé Ornstein dit René Sti, qui se prétendait cinéaste et se croyait homme de théâtre ». Malgré des débuts prometteurs, sa carrière marque le pas.
En 1933, il assiste Fritz Lang puis Paul Fejos pour les versions françaises de leurs films respectifs Le Testament du docteur Mabuse et Gardez le sourire. Ces collaborations relancent la carrière de René Sti qui va enchaîner sept tournages avec des comédiens populaires comme Fernandel et Michel Simon, jusqu'à la veille de la Seconde Guerre mondiale, époque où il est écarté des plateaux de cinéma en raison des lois anti-juives édictées par le régime de Vichy. Arrêté, il est interné au camp de Drancy en mars 1944 avant d'être déporté.

### L'après-guerre
Son nom ne réapparaît à l'écran qu'en mars 1947, à l'occasion de la sortie de Quartier chinois avec l'acteur japonais Sessue Hayakawa, suivi de quelques courts métrages. Trois ans plus tard sort son dernier film Nous avons tous fait la même chose, ainsi que le court métrage musical  Caprices de Paris avec entre autres Line Renaud dans son propre rôle. 
René Sti meurt le 29 octobre 1951 à Nogent-sur-Marne (Val-de-Marne) à l'âge de 54 ans. Il est inhumé au cimetière parisien de Bagneux, 4e division.

### Vie privée
En mars 1919, René Sti épouse Marie-Renée Dubosc, artiste-peintre et fille de l'acteur André Dubosc. Le couple divorce le 11 juillet 1923.

## Théâtre
- 1922 : Mathusalem ou l'Éternel bourgeois d'Yvan Goll, théâtre Michel.

## Filmographie

### En tant que réalisateur
- 1926 : L'Inconnue des Six Jours (inédit[4])  - également scénariste
- 1926 : Mathusalem ou l'Éternel bourgeois de Jean Painlevé (assistant-réalisateur, non crédité)
- 1926 : Les Oursins de Jean Painlevé (assistant-réalisateur, non crédité)
- 1933 : Le Testament du docteur Mabuse, version française du film de Fritz Lang - également adaptateur
- 1933 : Gardez le sourire, version française du film de Paul Fejos
- 1934 : La Porteuse de pain d'après Xavier de Montépin - également dialoguiste
- 1934 : Le Bossu d'après Paul Féval - également adaptateur
- 1935 : Ferdinand le noceur - également dialoguiste
- 1935 : Le Bébé de l'escadron ou Quand la vie était belle - également scénariste
- 1936 : Moutonnet[5] - également adaptateur
- 1936 : Monsieur est saisi (court métrage)
- 1937 : Un scandale aux Galeries ou Et avec ça, Madame
- 1947 : Quartier chinois
- 1947 : Sur la piste (court métrage)
- 1949 : Nous avons tous fait la même chose - également scénariste
- 1949 : Truands et Séraphins (court métrage)
- 1949 : On répète au cabaret (court métrage)
- 1950 : Cache-cache police (court métrage)
- 1950 : Caprices de Paris (court métrage)

### En tant que scénariste
- 1931 : Prisonnier de mon cœur de Jean Tarride
- 1932 : L'Affaire de la rue Mouffetard de Pierre Weill